# کفر شلیمان
کفر شلیمان یک منطقهٔ مسکونی در لبنان است که در شهرستان البترون واقع شده‌است.